# ملادن ساریچ
ملادن ساریچ (انگلیسی: Mladen Sarić؛ ۱۶ آوریل ۱۹۱۱ – ۱۹ مارس ۱۹۹۷) بازیکن فوتبال اهل یوگسلاوی بود.
وی همچنین در تیم ملی فوتبال یوگسلاوی بازی کرده‌است.